# Un colpo di fucile
Un colpo di fucile (titolo originale Till Death Do Us Part), pubblicato originariamente in Italia con il titolo Fino alla morte, è un romanzo giallo di John Dickson Carr, pubblicato nel 1944. Il libro è il quindicesimo della serie che ha come protagonista il dottor Gideon Fell. È un classico enigma della camera chiusa.

## Trama
Dick Markham, un commediografo autore di diversi thriller psicologici, si è appena fidanzato con la bellissima Lesley Grant, ma sa ben poco del suo passato. La coppia vive nel piccolo villaggio di Six Ashes, dove si sta tenendo una fiera di beneficenza con un'attrazione speciale. Un anziano signore che ha da poco preso in affitto un cottage in paese si sta esibendo come indovino e lettore della sfera di cristallo e sta ottenendo un successo strepitoso. Il maggiore Price, l'avvocato del luogo, rivela in confidenza a Dick che l'indovino è in realtà Sir Harvey Gilman, patologo capo del Ministero degli Interni. Lesley, che ignora l'identità del chiromante, si reca a trovarlo ma fugge dalla tenda terrorizzata. Prima che Dick possa affrontare Sir Harvey e chiedergli cosa abbia detto a Lesley, il patologo viene colpito da una fucilata, sparata, apparentemente per un incidente, da Lesley stessa con una delle armi del padiglione del tiro a segno. Tutti credono che Sir Harvey sia molto grave, ma quando Dick viene chiamato in casa del ferito apprende che costui sta benissimo e vuole mantenere il silenzio sulle sue condizioni per un motivo ben preciso. Tra l'orrore e lo sbigottimento di Dick, Sir Harvey gli rivela che Lesley è in realtà un'avvelenatrice che ha ucciso due ex-mariti e un fidanzato, tutti e tre ritrovati morti per un'iniezione di acido prussico, in una stanza ermeticamente chiusa a chiave dall'interno. Non è mai stato possibile processarla, ma ora è forse possibile prenderla in trappola. Perché la prossima vittima dovrebbe essere lo stesso Dick Markham.

## Personaggi principali
- Richard (Dick) Markham - commediografo
- Lesley Grant - sua fidanzata
- Cynthia Drew - sua amica
- Maggiore Horace Price - avvocato
- Bill Earnshaw - direttore di banca
- Dottor Hugh Middlesworth - medico
- Lord Ashe - possidente terriero
- Sir Harvey Gilman - patologo capo del Ministero degli Interni
- Bert Miller - poliziotto
- Hadley - Sovrintendente del CID di Scotland Yard
- Dottor Gideon Fell - investigatore

## Critica
"Alla base di Un colpo di fucile c'è un omicidio della camera chiusa molto intelligente e abbastanza plausibile. Carr era davvero un maestro in questo genere di cose, e la situazione che costruisce qui è magnifica. [...] dimostra quell'influenza delle sceneggiature radiofoniche sul lavoro di Carr che il suo biografo Douglas Greene ha documentato. [...] La prima metà o giù di lì del romanzo, incentrato sulla domanda se Lesley sia o no un'avvelenatrice psicopatica, ha il sapore di un episodio di Suspense [...] Come per una sceneggiatura radiofonica, Carr usa dei cliffhanger al termine di alcuni capitoli."

Il titolo, nella prima edizione italiana, è stato tradotto come Fino alla morte.

## Opere derivate
Nel 1982, la RAI ha tratto da questo romanzo uno sceneggiato diretto da Daniele D'Anza, dal titolo Tre colpi di fucile. Il ruolo del dottor Fell era interpretato da Giampiero Albertini. Il cast comprendeva altri attori noti come Mariano Rigillo (Dick Markham), Simona Izzo (Cynthia Drew) e Alberto Lupo (Sir Harvey Gilman). La trama era molto fedele a quella del libro.
Nel 1997 la BBC ha mandato in onda uno sceneggiato radiofonico in due puntate dal titolo The House in Gallows Lane, tratto dal romanzo e  diretto da Enyd Williams, con Donald Sinden nel ruolo di Gideon Fell e John Hartley in quello del sovrintendente Hadley.

## Edizioni
- John Dickson Carr, Un colpo di fucile, traduzione di Mauro Boncompagni, I Classici del Giallo Mondadori, Mondadori, 2011,  p. 220, ISSN 0009-8426 (WC · ACNP).